# Kreimbach-Kaulbach
Kreimbach-Kaulbach település Németországban, Rajna-vidék-Pfalz tartományban. Lakosainak száma 716 fő (2023. december 31.).

## Népesség
A település népességének változása:
| Lakosok száma | 937  | 771  | 774  | 739  | 726  | 716  |
|               | 1975 | 2017 | 2019 | 2021 | 2022 | 2023 |